# Romeo y Julieta (película de 1900)
Romeo y Julieta (Roméo et Juliette) es una película  francesa. Se trata de una adaptación de la obra de teatro Romeo y Julieta de William Shakespeare.  
Producida por Phono-Cinéma-Théâtre, dirigida por Clément Maurice y protagonizada por Emilio Cossira, se cree que esta versión es la adaptación cinematográfica más antigua de ese clásico de Shakespeare.  
La película se estrenó en la Exposición Universal de París de ese año utilizando uno de los primeros sistemas de película de sonido sincronizados. El sonido fue grabado primero usando un lioretografo sobre un cilindro de celofán, y los actores filmaron playbacks para la grabación mientras se reproducía la película. Finalmente, en la sala el sonido se reproduce y el proyeccionista altera la velocidad del proyector a manivela para tratar de igualar la reproducción.  
Se considera que la película se perdió y no existe copia conocida.